# Kurtlak
Il Kurtlak (in russo Куртлак?) è un fiume della Russia europea meridionale, affluente di sinistra del Čir. Scorre nelle oblast' di Volgograd e di Rostov.
Il fiume ha origine sui contrafforti delle alture del Don nel distretto Kletskij (Volgograd) e scorre prima verso ovest, poi gira verso sud, infine si dirige a ovest. Il corso è piuttosto tortuoso. Ha una lunghezza di 150 km; l'area del suo bacino è di 2760 km². Sfocia nel Čir a 160 km dalla foce, a sud-est di Sovetskaja. 